# Paweł Joks
Paweł Joks (ur. 5 czerwca 1972) – polski dyrygent, nauczyciel akademicki i wojskowy w stopniu podpułkownika, dowódca Orkiestry Reprezentacyjnej Sił Powietrznych, brat generała Adama Joksa.

## Życiorys
W 2000 roku ukończył studia w Akademii Muzycznej im. Ignacego Jana Paderewskiego w Poznaniu w klasie trąbki, a w 2001 roku Akademię Muzyczną im. Stanisława Moniuszki w Gdańsku w klasie dyrygentury. W 2019 roku uzyskał stopień naukowy doktora.
Od 1987 roku związany zawodowo z orkiestrami dętymi, w latach 1987–1994 jako elew Orkiestry Garnizonowej w Ostrowie Wielkopolskim, w latach 1994–1995 solista Orkiestry Wojskowej we Wrocławiu, a następnie jako koncertmistrz w Orkiestrze Reprezentacyjnej Wojsk Lotniczych i Obrony Powietrznej w Poznaniu. Od 2002 roku jest dowódcą–kapelmistrzem Orkiestry Reprezentacyjnej Sił Powietrznych.
Od 2008 roku prowadzi Młodzieżową Orkiestrę Dętą Gminy Tarnowo Podgórne, od 2011 roku jest nauczycielem gry na trąbce w Samorządowej Szkole Muzycznej I stopnia w Tarnowie Podgórnym, od 2023 roku prowadzi także warsztaty w Państwowej Szkole Muzycznej w Kaliszu. Pełni także funkcję kierownika Zakładu Dyrygentury Orkiestr Dętych w Instytucie Dyrygentury Akademii Muzycznej w Poznaniu.

## Nagrody i wyróżnienia
Źródło:
- I miejsce na Ogólnopolskim Konkursie Solistów Wojska Polskiego (1996)
- Laureat 45. Konkursu Orkiestr Reprezentacyjnych Wojska Polskiego (2010)
- Laureat I nagrody i tytułu „Najlepszy Kapelmistrz” Wielkopolskiego Konkursu Orkiestr Dętych „O Złoty Róg” (2013)
- Laureat I nagrody Ogólnopolskiego Konkursu Orkiestr Dętych „O Złote Koło” (2014)
- Nagroda Arcybiskupa Poznańskiego (2014)
- Laureat 50. Jubileuszowego Konkursu Orkiestr Reprezentacyjnych Wojska Polskiego (2015)
- Laureat I nagrody oraz tytuł „Best of the best” podczas „Balkan Folk Fest” (2016)
- Laureat I nagrody 53. Niepodległościowego Konkursu Orkiestr Wojska Polskiego (2018)

## Odznaczenia
Odznaczony następującymi odznaczeniami:
- Brązowy Krzyż Zasługi (2004)
- Medal „Zasłużony dla Kościoła i Narodu” (2008)
- Srebrny Medal Opiekuna Miejsc Pamięci Narodowej (2009)
- Odznaka „Za Zasługi dla Światowego Związku Żołnierzy Armii Krajowej” (2009)
- Tytuł „Żołnierz Roku Sił Powietrznych” (2010)
- Medal „Za utrwalanie Pamięci Zbrodni Katyńskiej” (2015)
- Krzyż Kawalerski Orderu Odrodzenia Polski (2023)[7]